# Zanoah
Zanoah (en hebreo: זָנוֹחַ) es un moshav ubicado en la zona central de Israel. Situado junto a Beit Shemesh,  cae bajo la jurisdicción del Concejo Regional de Mate Yehuda. En 2016, se registró que tiene una población de 490 habitantes.

## Historia
El pueblo fue establecido en 1950 por inmigrantes yemeníes, y tenía el nombre inicial de Dayraban Gimel después del aledaño pueblo árabe deshabitado de Dayr Aban. En los años posteriores, los fundadores dejaron el lugar y fueron reemplazados por inmigrantes marroquíes.

## Geografía y arqueología
Nahal Zanoah es una corriente que avanza hacia el norte, y desemboca en el arroyo de Soreq.
Se cree que las ruinas (Khirbet Zanu') del sur del moshav son el antiguo pueblo de Zanoah, mencionado en las cartas egipcias, que más tarde sería territorio de la tribu de Judá (Josué 15:34), y en el "Período del Segundo Templo (...) rehabitado", como está registrado en la Biblia (Nehemías 3:13). Según la Tosefta, el mejor trigo solía crecer en los valles aledaños a Zanoah, de donde se tomó para la ofrenda de Omer en el Templo. A pesar de que aparece en el libro de Josué 15:34 como una ciudad en la llanura, se encuentra en realidad en una región montañosa.

## Educación
El Beit Shemesh Yeshiva se encuentra en Zanoah. La mayoría de los estudiantes son de Ramat Beit Shemesh Alef. Aparte del estudio del Talmud, el currículum incluye matemáticas e idioma inglés, y a diferencia de la mayoría de las instituciones de la actual Israel, los alumnos estudian para los exámenes de admisión del Bagrut. Entre 2004 y 2015, cuándo  cerró, Zanoah fue también hogar del Yeshivat Yesodei HaTorah, que ofrecía un programa de año sabático para estudiantes internacionales de habla inglesa.